# Sky Kim
Sky Kim (* 24. November 1982 als Kim Ha-neul in Daegu) ist ein australischer Bogenschütze, der aus Südkorea stammt. 

## Karriere
Sky Kim begann das Bogenschießen im Alter von acht Jahren, weil sein Vater Trainer in einem Bogenschieß-Center war. Sein Bruder, No-eul Kim, startet für Südkorea ebenfalls als Bogenschütze. Obwohl Sky Kim 2004 südkoreanischer Meister im Bogenschießen war, wurde er nicht für die Olympischen Sommerspiele 2004 in Athen berücksichtigt. Im Januar 2005 zog Kim nach Australien, um am Australian Institute of Sports bei Ki-sik Lee zu trainieren, im Juni 2006 nahm er die australische Staatsbürgerschaft an. Seitdem startet er für Australien bei Turnieren. So gewann er 2007 den Testwettkampf für die Olympischen Sommerspiele 2008 in Peking. Sky Kim gehörte zum australischen Kader für die Olympischen Sommerspiele 2008 in Peking.